# تيزي أنبربار
تيزي أنبربار بلدية بولاية بجاية بالجزائر.

## الوديان
- وادي تابلوط

## مواضيع ذات صلة
- بلديات ولاية بجاية
- دوائر ولاية بجاية